# Hornbach (Lech)
Der Hornbach ist  ein rund 17 km langer linker Zufluss des Lechs in den Allgäuer Alpen im Bezirk Reutte in Tirol, Österreich. Er wird von Bergbächen gespeist, die vom Hochvogel, von der Urbeleskarspitze und von der Marchspitze kommen. Anschließend fließt er in nordöstlicher Richtung durch das Hornbachtal und mündet bei Vorderhornbach in den Lech. Im Lechtal hat er einen Schwemmkegel aufgeschüttet, auf dem Vorderhornbach liegt.
Das Einzugsgebiet ist rund 65 km² groß und erstreckt sich von 945 m ü. A. (Lechtal) bis 2632 m ü. A. (Urbeleskarspitze).
Der mittlere Abfluss am Pegel Vorderhornbach beträgt 3,84 m³/s, was einer sehr hohen Abflussspende von 60 l/s·km² entspricht. Der Hornbach weist ein nivales Abflussregime auf, das von der Schneeschmelze in den höheren Lagen des Einzugsgebietes dominiert wird. Das Monatsmittel des abflussreichsten Monats Juni ist mit 8,39 m³/s knapp sieben Mal höher als das des abflussärmsten Monats Februar mit 1,23 m³/s.
Nach dem Bach sind die beiden kleinen Ortschaften Vorder- und Hinterhornbach sowie eine große Gebirgskette in den Allgäuer Alpen benannt: die Hornbachkette.

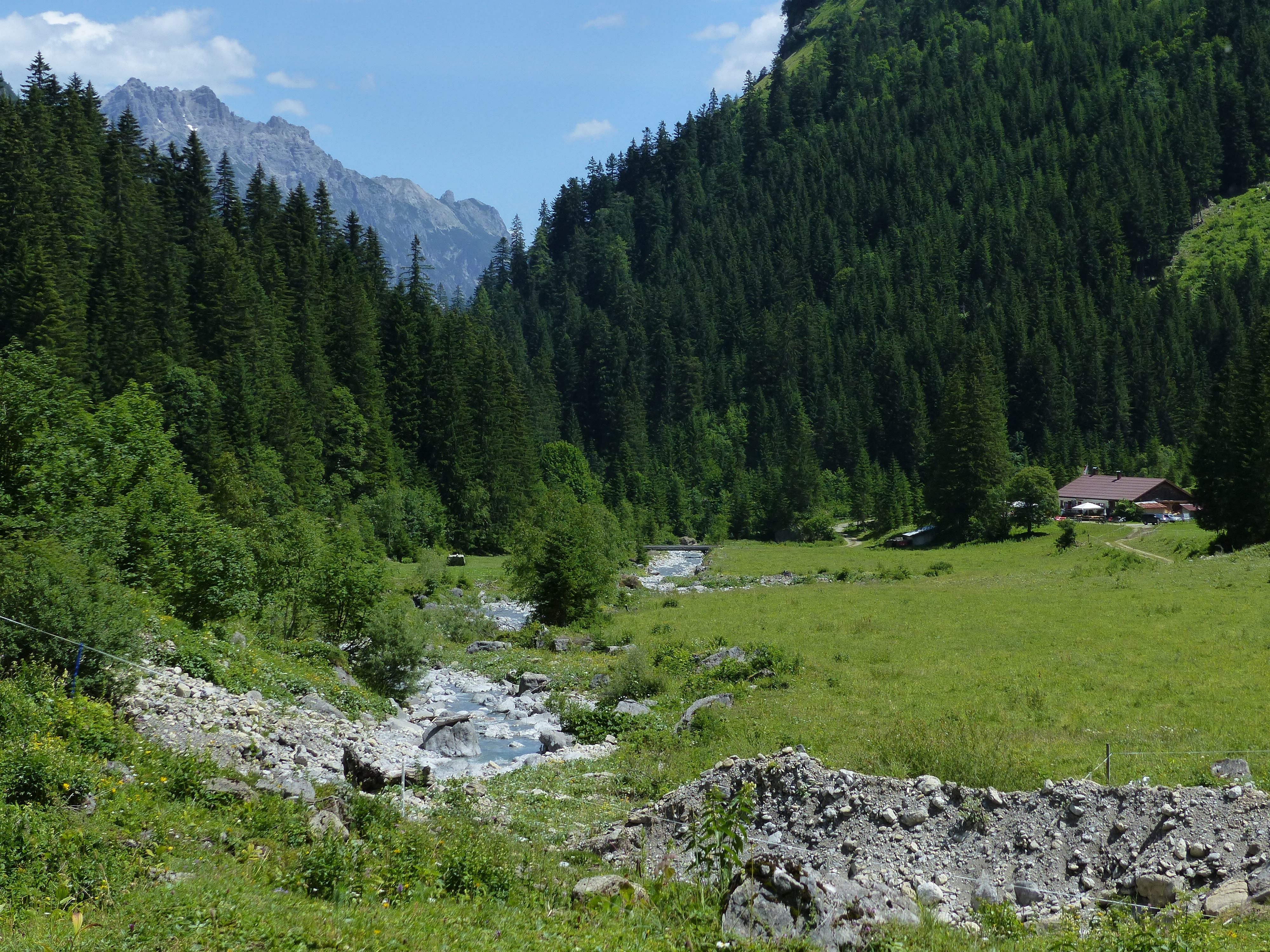
Der Hornbach bei der Petersbergalm
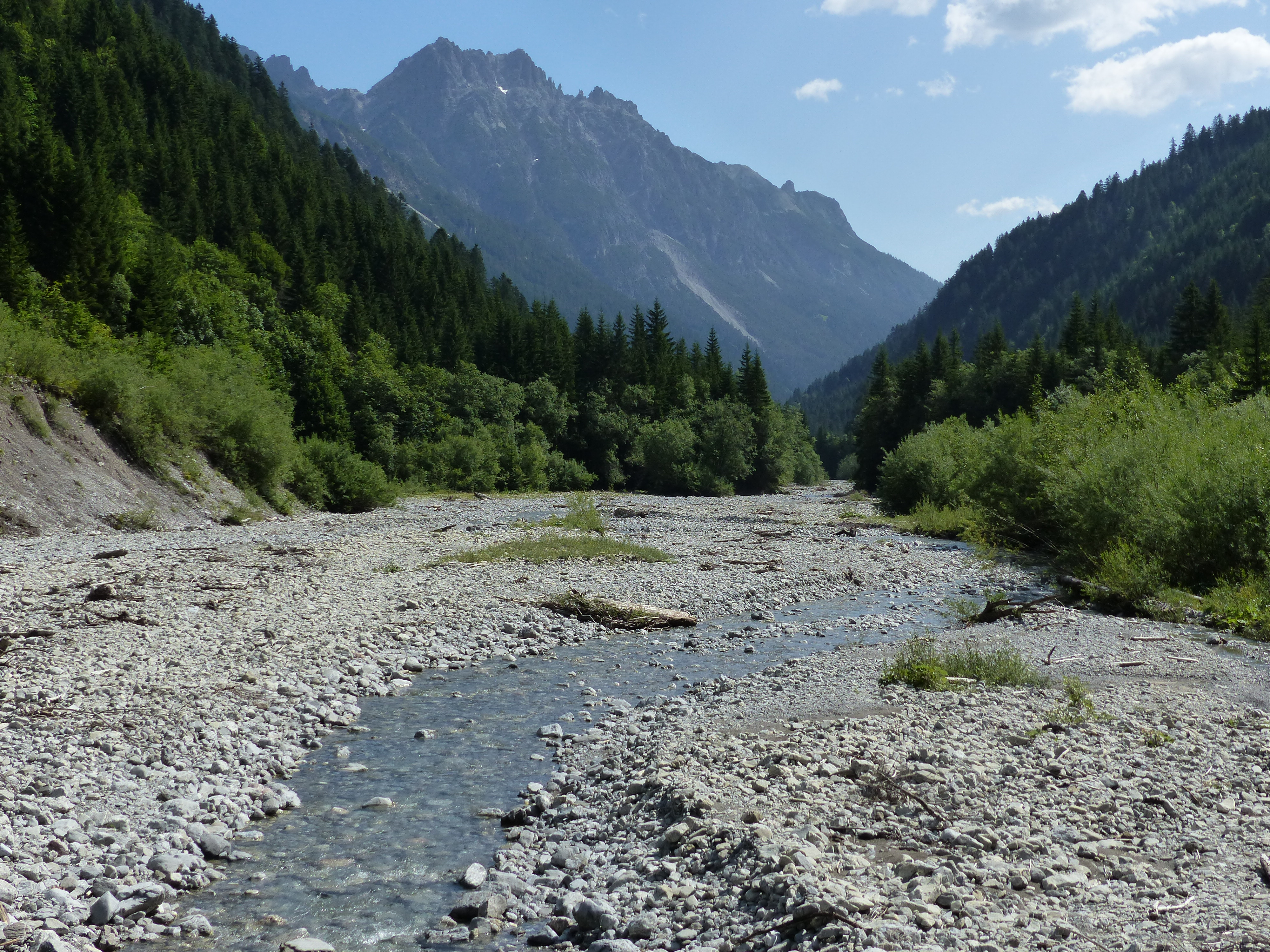
Der Hornbach oberhalb von Hinterhornbach